# Pekingská centrální osa
Výrazem Pekingská centrální osa (čínsky 北京中轴线, v pchin-jin Běijīng Zhōngzhóuxiàn- Pej-ťing čung-ťou-sie) se označuje historická část pozemní komunikace a okolní stavby v Pekingu. V roce 2024 byl tento komplex budov zapsán na seznam světového dědictví UNESCO. Chráněné území měří na délku 7,8 km, je orientované v linii sever-jih. Rozpostírá se od Bubnové a Zvonové věže na severu až po bránu Nekonečného míru na jihu. Centrální osa Pekingu zahrnuje soubor budov vystavěných podle tradičnních čínských kosmologických a architektonických představ a zásad. Společně reprezentují ideální uspořádání hlavního čínského města.
Centrálí osa Pekingu zahrnuje ceremoniální ikonické budovy z 13. století, jejichž základy pochází z doby vlády mongolské dynastie Jüan, následně rozšiřované a upravované dynastiemi Ming a Čching. Tyto stavby se svými charakteristickými prvky jsou příklady středověké architektury. Komplex budov, ve kterém se spojuje množství duchovního a materiálního dědictví, je symbolickým odkazem příběhu čínské civilizace, procesu sjednocení v čínské historii, stejně tak umožňuje nadhled na historii čínské estetiky.
Mezi nejvýznamnější prvky osy patří Bubnová a Zvonová věž, most Wan-ning, park Ťing-šan, Zakázané město, Oltář země a obilí, Císařský chrám předků, Tuan-men, brána Nebeského pokoje, vnější mosty Ťin-šuej, námestí Tchien-an-men, brána Správného světla (Čeng-jang-men), Chrám nebes, Oltář boha zemědělství, archeologická naleziště v jižní části cesty a brána Večného míru (Jung-ting-men).

## Fotogalerie

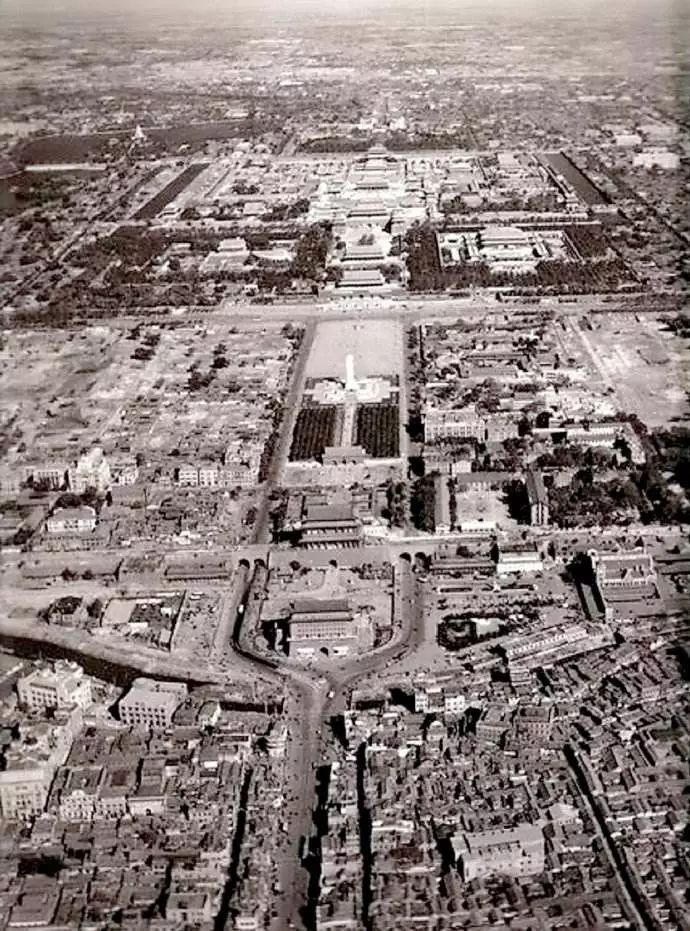
Letecký snímek z roku 1959
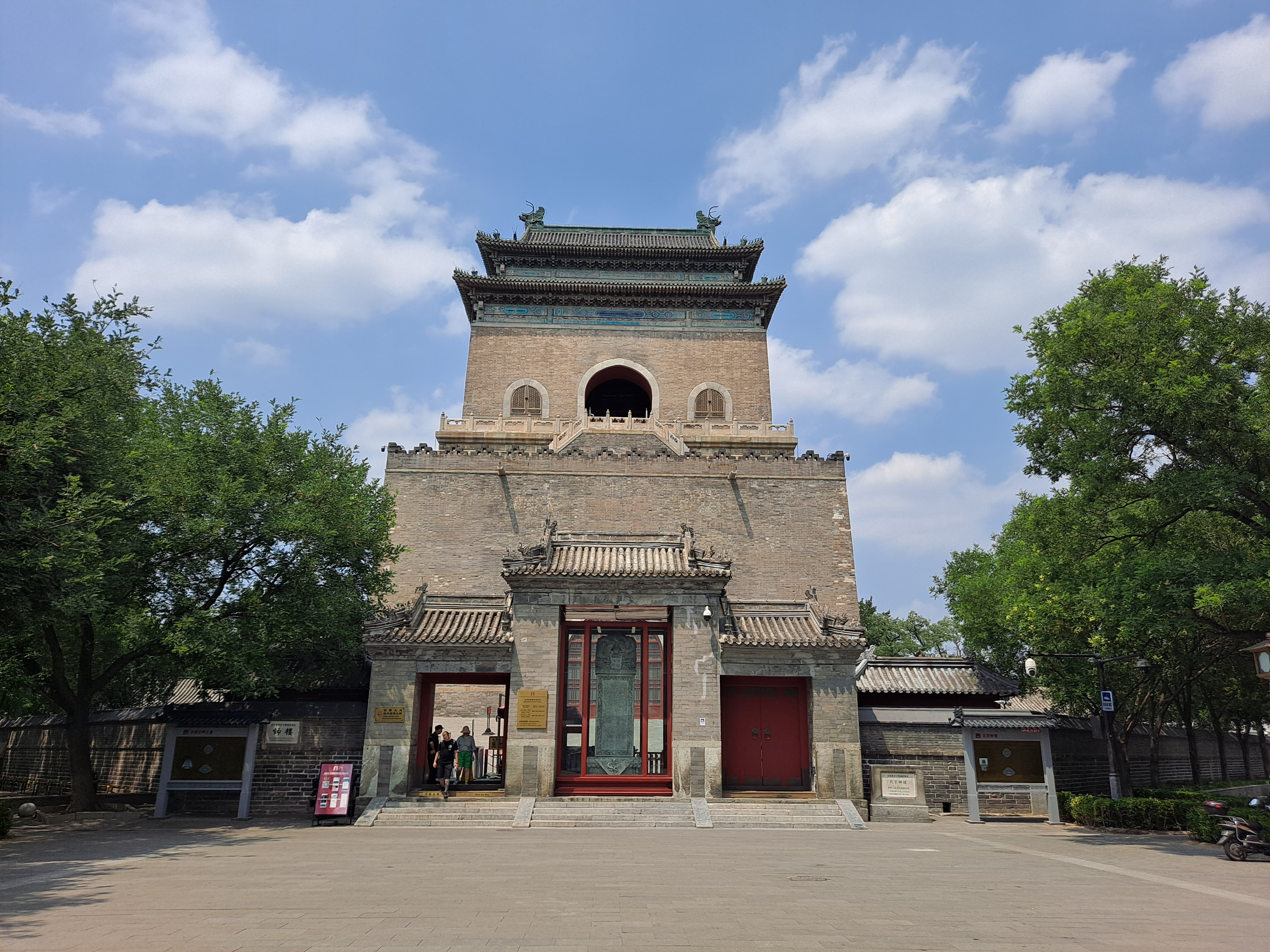
Zvonová věž (钟楼)
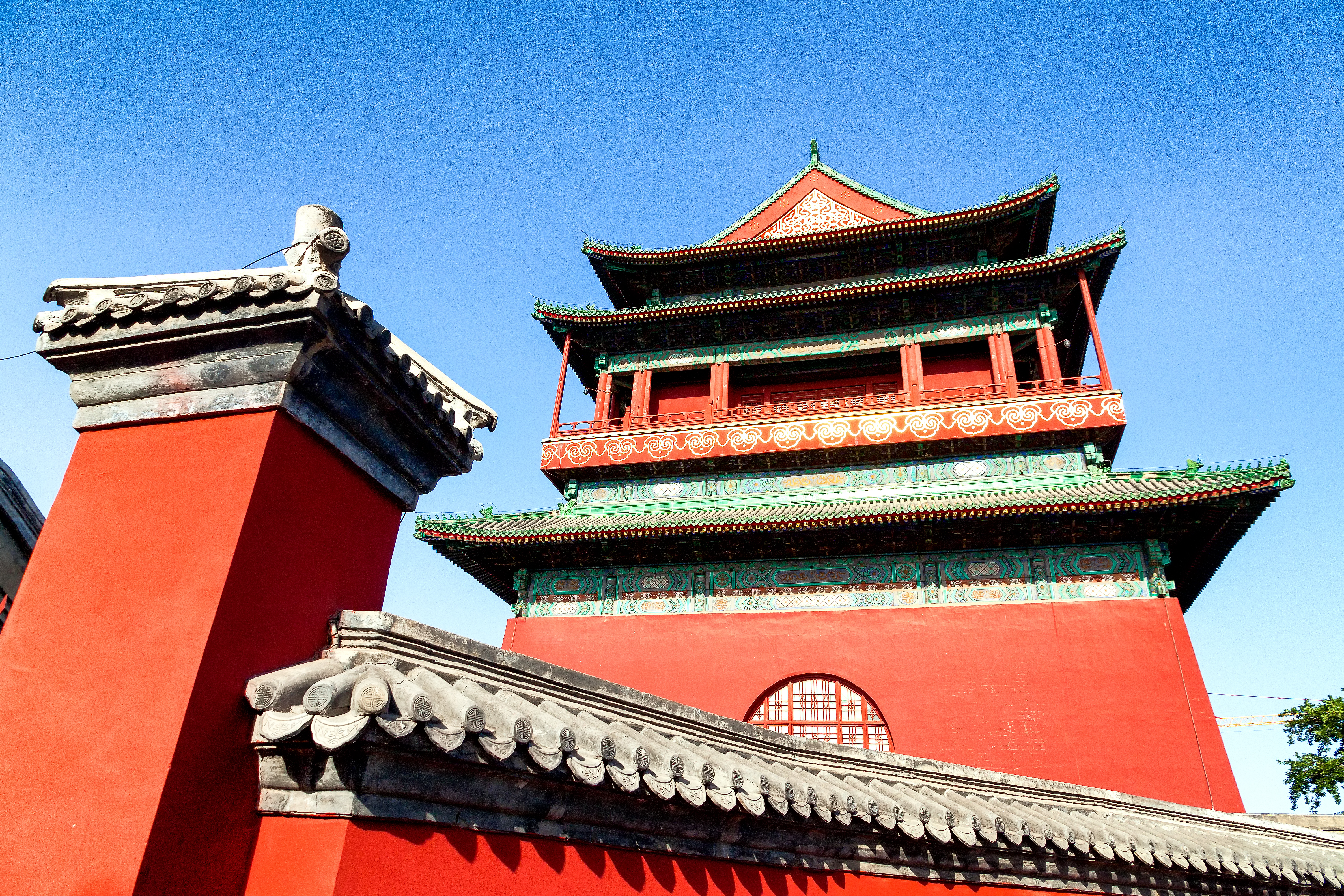
Bubnová věž (鼓楼)
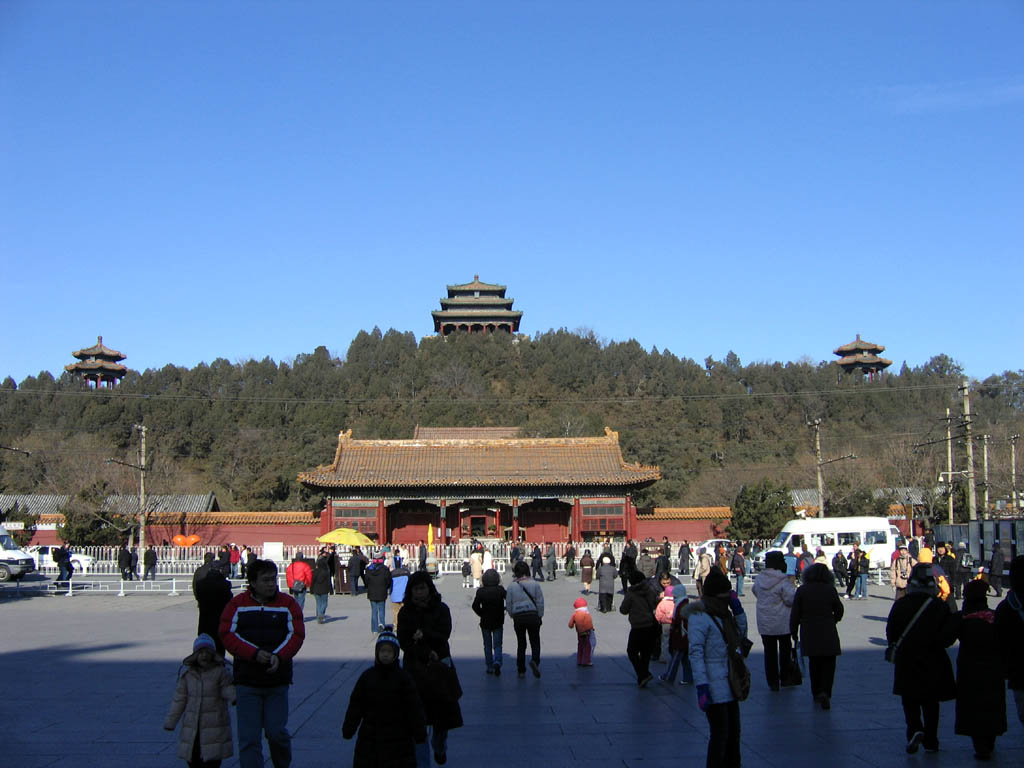
Park Ťing-šan (景山)
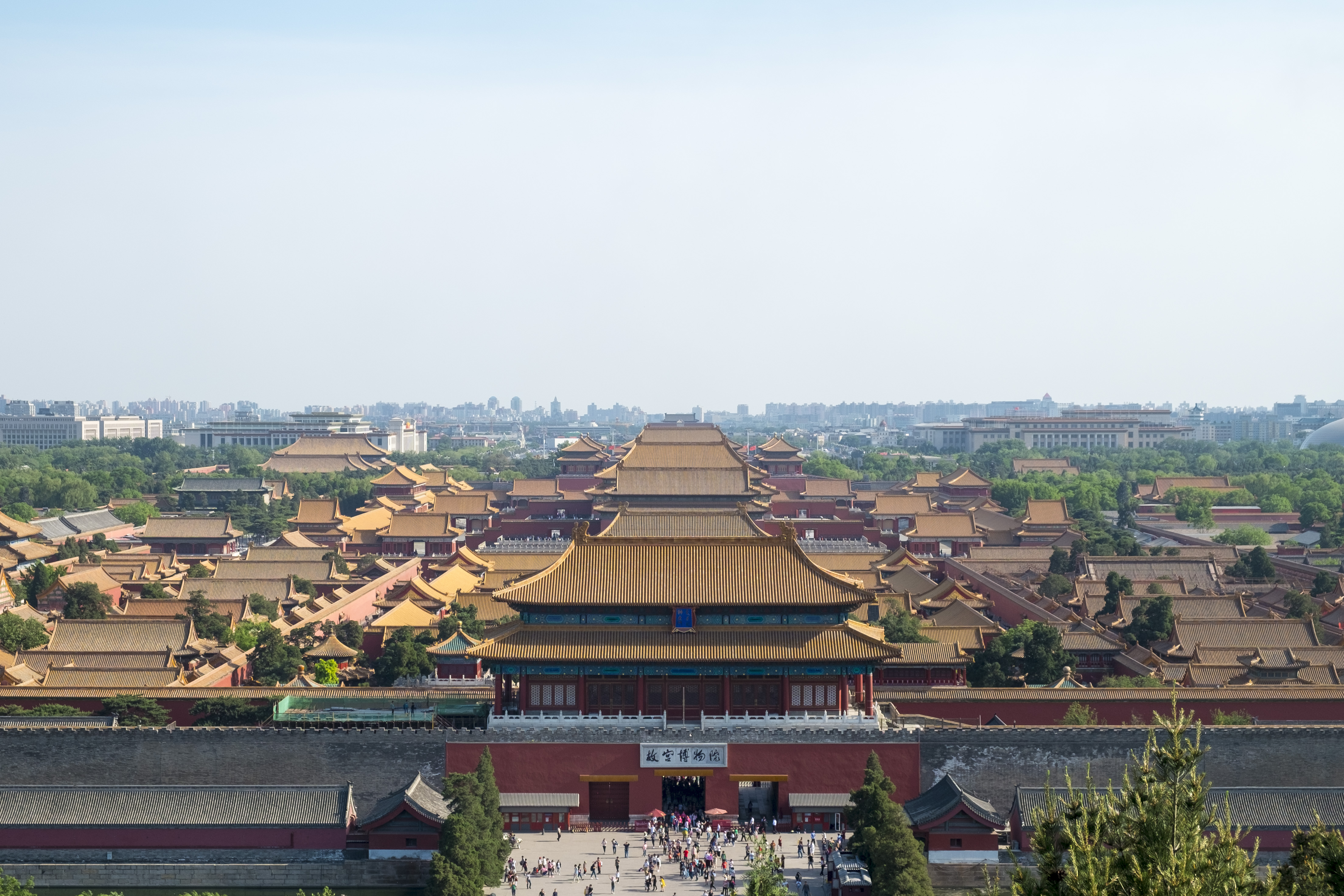
Pohled na Zakázané město (故宫)
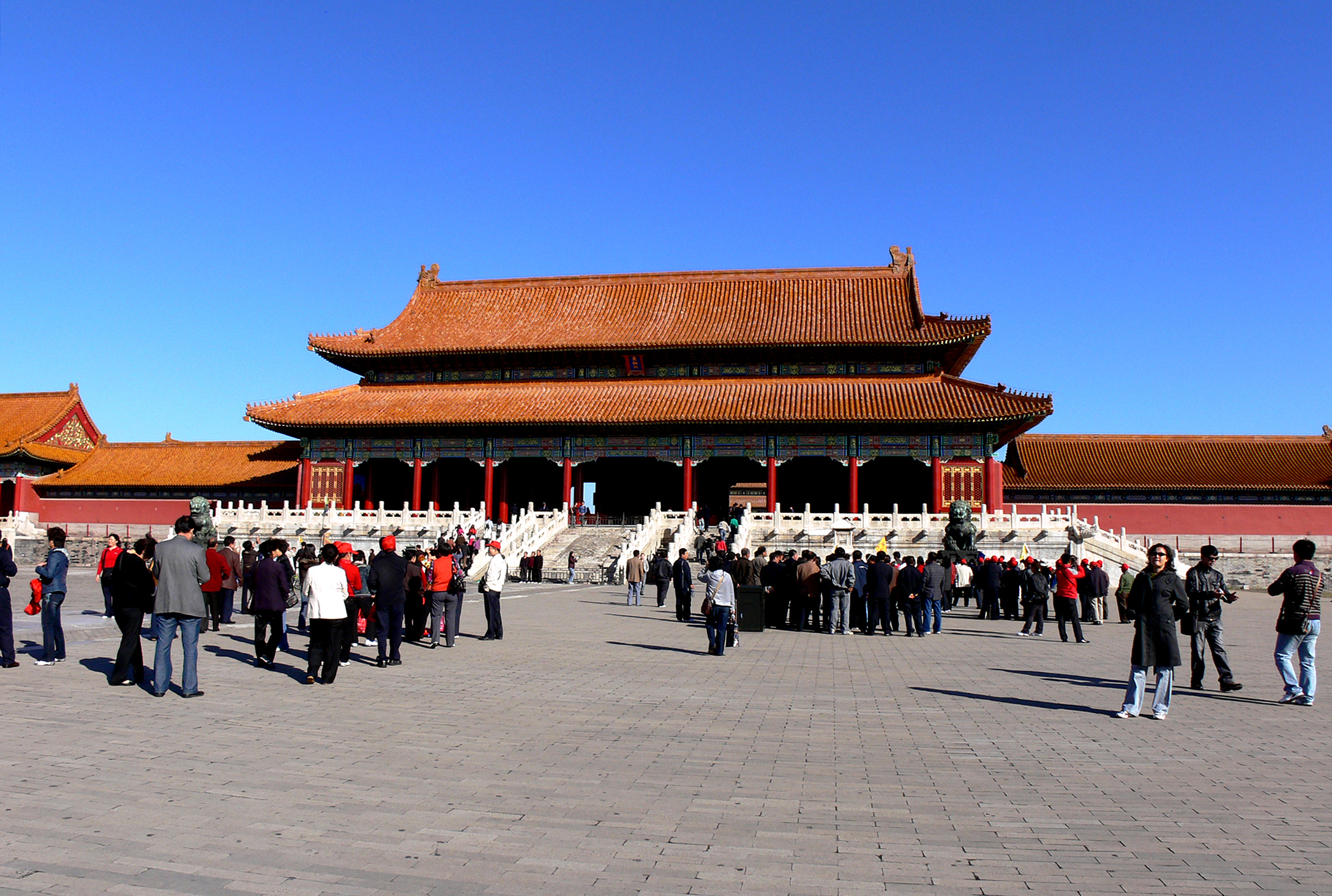
Brána Nejvyšší harmonie (太和门)
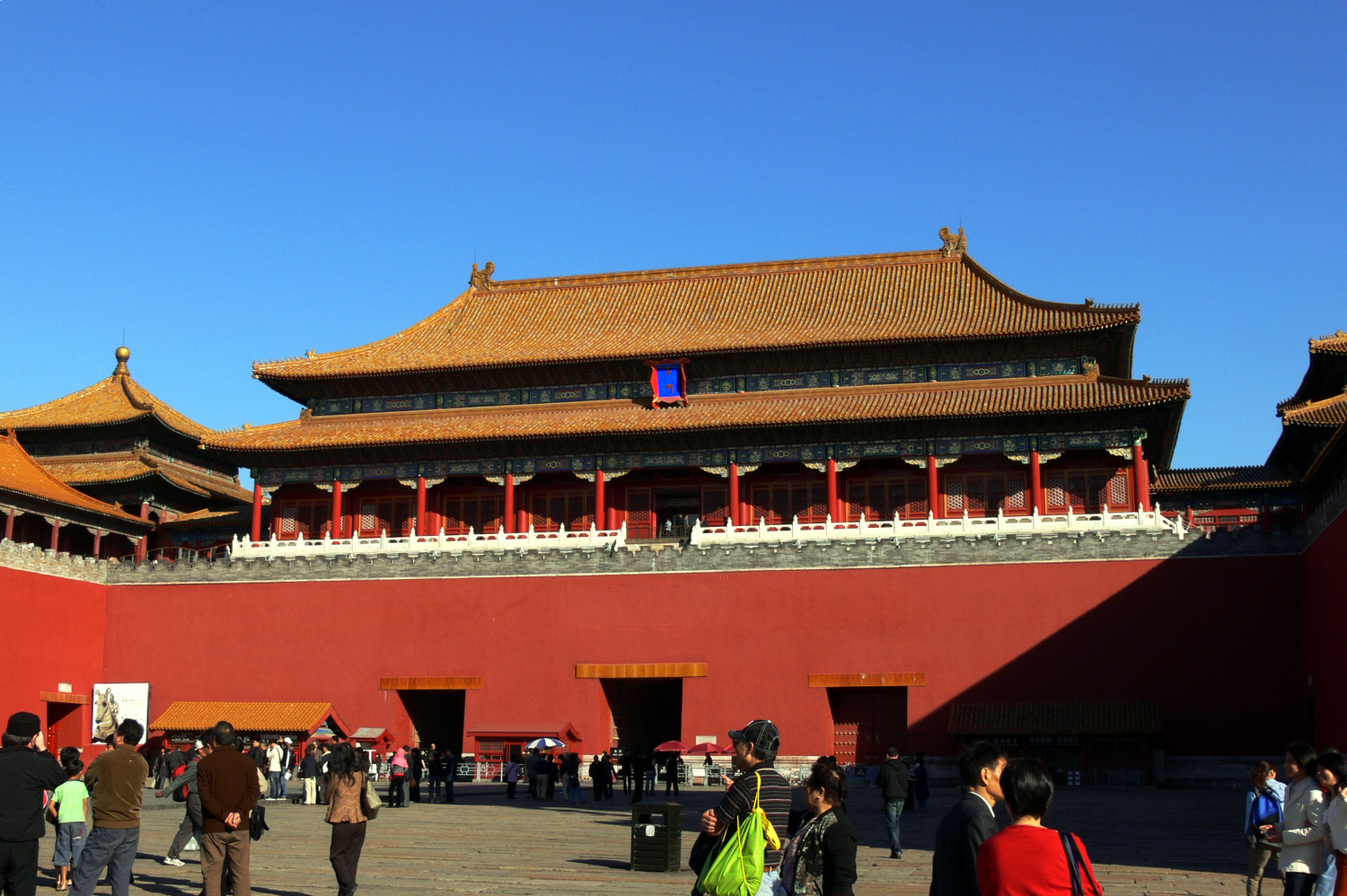
Polední brána (午门)
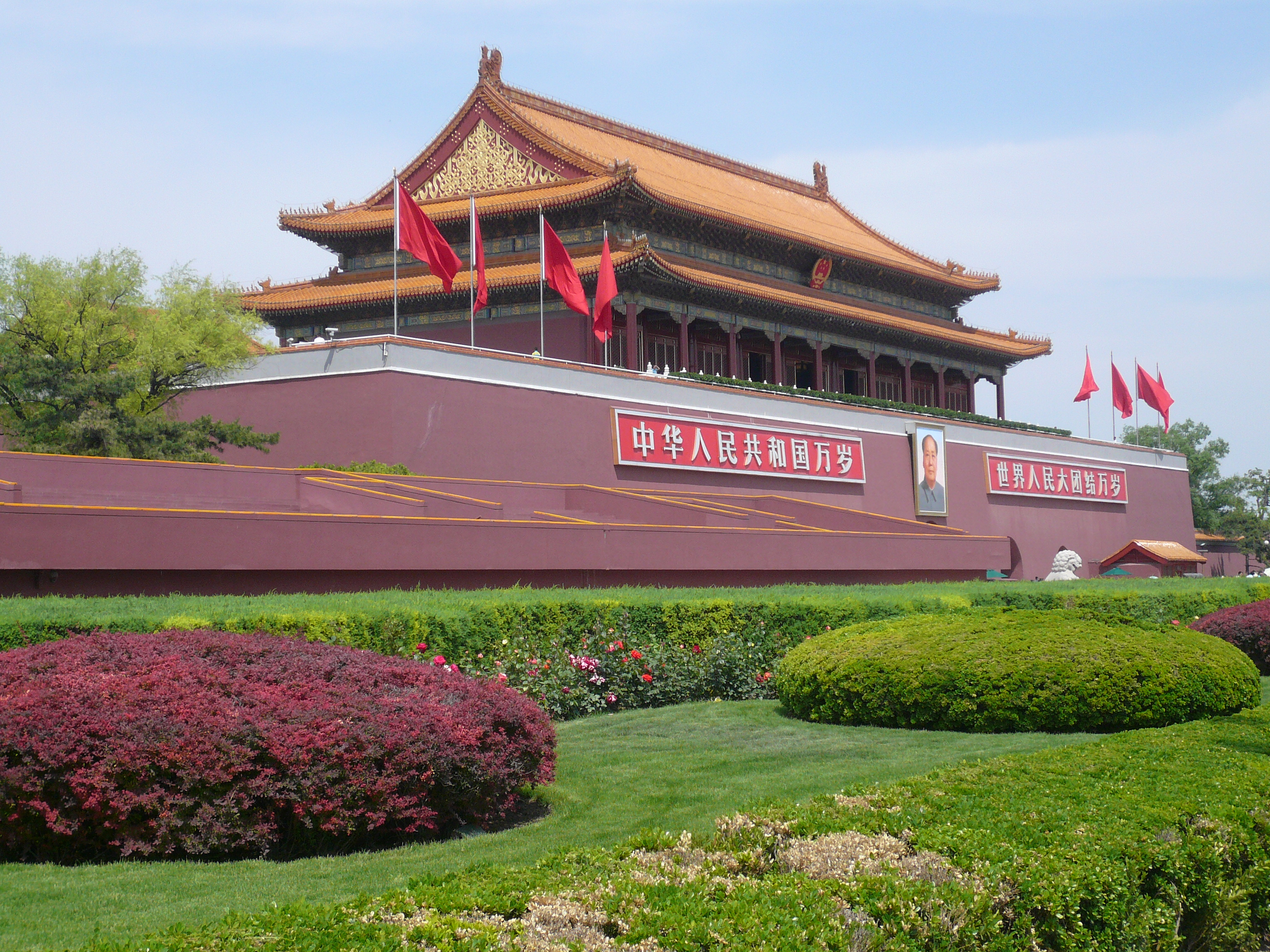
Brána Nebeského klidu (天安门)
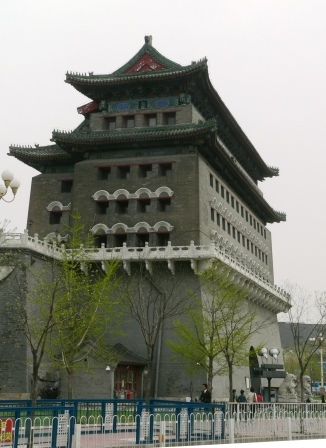
Lukostřelecká věž Brány Správného světla (正阳门箭楼)